# Al Sapienza
Al Sapienza (Nueva York, 31 de julio de 1962) es un actor estadounidense, reconocido por sus numerosas apariciones en producciones de cine, teatro y televisión. Entre sus actuaciones más destacadas se encuentran los papeles de Mikey Palmice en la serie de HBO Los Soprano y de Marty Spinella en la serie de Netflix House of Cards.

## Filmografía

### Cine
| Año  | Película                           | Papel                        | Notas                      |
| ---- | ---------------------------------- | ---------------------------- | -------------------------- |
| 1979 | Nocturna: Granddaughter of Dracula | Músico                       |                            |
| 1990 | Pretty Woman                       | Portero                      |                            |
| 1991 | Frankie and Johnny                 | Compañero de cuarto de Peter |                            |
| 1993 | CIA II: Target Alexa               | Raines                       |                            |
| 1994 | Animal Instincts 2                 | Eric                         |                            |
| 1995 | Under Siege 2: Dark Territory      | Capitán                      |                            |
| 1995 | Free Willy 2: The Adventure Home   | Ingeniero                    |                            |
| 1995 | Judge Dredd                        | Juez                         |                            |
| 1997 | The Voyeur                         | James                        |                            |
| 1998 | Godzilla                           | Conductor de taxi            |                            |
| 1998 | Lethal Weapon 4                    | Detective                    |                            |
| 1998 | Phoenix                            | Policía                      |                            |
| 2001 | The Hollywood Sign                 | Rodney                       |                            |
| 2002 | Al's Lads                          | Georgio                      |                            |
| 2002 | Rabbit                             | Frank                        | Cortometraje               |
| 2002 | Blind Heat                         | Jeffrey Scott                |                            |
| 2003 | Bomb the System                    | Bobby Cox                    |                            |
| 2003 | Endangered Species                 | Medina                       |                            |
| 2004 | Starkweather                       | Fahrnbruch                   |                            |
| 2004 | Cellular                           | Craig                        |                            |
| 2004 | Sin's Kitchen                      | Joe                          | También productor asociado |
| 2004 | Megalodon                          | Ross Elliot                  |                            |
| 2004 | Redemption                         | Daniel Stanza                |                            |
| 2005 | Waterborne                         | Connors                      |                            |
| 2005 | Central Booking                    | Marty Johnson                |                            |
| 2005 | Back in the Day                    | Detective Kline              |                            |
| 2005 | Devil's Highway                    | Hector                       |                            |
| 2006 | Intellectual Property              | Padre de Paul                |                            |
| 2007 | Scar                               | Delgado                      |                            |
| 2008 | Saw V                              | Jefe de policía              |                            |
| 2008 | Crazy Girls Undercover             | Alex Walker                  |                            |
| 2009 | Dolan's Cadillac                   | Fletcher                     |                            |
| 2010 | Unrivaled                          | Sergio                       |                            |
| 2011 | Secrets from Her Past              | David                        |                            |
| 2011 | Margin Call                        | Louis Carmelo                |                            |
| 2012 | A Dark Truth                       | Doug Calder                  |                            |
| 2012 | Girls Gone Dead                    | Alguacil Pratt               |                            |
| 2012 | Jersey Shore Shark Attack          | Mike                         |                            |
| 2013 | Please Kill Mr. Know It All        | Jefe de la mafia             |                            |
| 2013 | Separation                         | Elliot                       |                            |
| 2013 | Seasick Sailor                     | Lou                          | Cortometraje               |
| 2014 | Late Phases                        | Bennett                      |                            |
| 2014 | Million Dollar Arm                 | Pete                         |                            |
| 2014 | Godzilla                           | Huddleston                   |                            |
| 2014 | Omphalos                           | Darius Lefaux                |                            |
| 2014 | Taken 3                            | Detective Johnson            |                            |
| 2015 | The Big Short                      | Conferencista                |                            |
| 2016 | Stevie D                           | Nick Grimaldi                |                            |
| 2017 | XXX: Return of Xander Cage         | Director de la CIA           |                            |
| 2017 | Shock and Awe                      | Carl                         |                            |
| 2018 | Black Water                        | Edward Rhodes                |                            |
| 2018 | Damn you, Roland Ruby!             | Big Ricky Parisi             |                            |
| 2019 | From Zero to I Love You            | Tracey Thayer                |                            |
| 2020 | Money Plane                        | Seguridad                    | Acción                     |

### Televisión
| Año       | Título                       | Papel                      | Notas        |
| --------- | ---------------------------- | -------------------------- | ------------ |
| 1990      | Who's the Boss?              | Tomato Man                 | 1 episodio   |
| 1995      | NYPD Blue                    | Tommy                      | 1 episodio   |
| 1999      | Law & Order                  | Scott Shea                 | 1 episodio   |
| 1999–2004 | The Sopranos                 | Mikey Palmice              | 10 episodios |
| 2000      | NYPD Blue                    | Pete Mangrini              | 1 episodio   |
| 2000      | Judging Amy                  | Greg Christofaro           | 1 episodio   |
| 2002–03   | 24                           | Paul Koplin                | 3 episodios  |
| 2003      | CSI: Miami                   | James Fukes                | 1 episodio   |
| 2003      | Living Straight              | Adam Parks                 | Telefilme    |
| 2004      | Charmed                      | Johnny                     | 1 episodio   |
| 2004      | NCIS                         | Foley                      | 1 episodio   |
| 2004      | Alias                        | Tom                        | 1 episodio   |
| 2005      | Prison Break                 | Philly Falzone             | 4 episodios  |
| 2006      | Law & Order: Criminal Intent | Abogado de Seamus Flaherty | 1 episodio   |
| 2006      | The Path to 9/11             | Donald Sadowy              | 2 episodios  |
| 2006      | In Plain Sight               | Frank Santoro              | 1 episodio   |
| 2006–08   | Brotherhood                  | Mayor Frank Panzerelli     | 11 episodios |
| 2007      | Til Lies Do Us Part          | Ethan                      | Telefilme    |
| 2009      | Fringe                       | Conrad Moreau              | 1 episodio   |
| 2009      | Dark Blue                    |                            | 1 episodio   |
| 2010      | Burn Notice                  | Agente Callahan            | 1 episodio   |
| 2011      | White Collar                 | Frank DeLuca               | 1 episodio   |
| 2011–12   | Blue Bloods                  | Phil Sanfino               | 3 episodios  |
| 2011–15   | Person of Interest           | Detective Raymond Terney   | 14 episodios |
| 2013      | House of Cards               | Marty Spinella             | 3 episodios  |
| 2013      | Arrow                        | Edward Rasmus              | 1 episodio   |
| 2014      | The Flash                    | Detective Fred Chyre       | 1 episodio   |
| 2014      | Gotham                       | Dick Lovecraft             | 2 episodios  |
| 2014      | Ascension                    | Sr. Rose                   | 3 episodios  |
| 2015      | Public Morals                | Harry Hardware             | 1 episodio   |
| 2016      | Game of Silence              | Wallace Tuttle             | 6 episodios  |
| 2016      | Shoot the Messenger          | Erik Lawson                | 8 episodios  |
| 2016–17   | The Peter Austin Noto Show   | Él mismo                   | 4 episodios  |
| 2017      | Shades of Blue               | Kirschner                  | 2 episodios  |
| 2017      | Rouge                        | Mullen                     | 2 episodios  |
| 2017–18   | Suits                        | Thomas Bratton             | 4 episodios  |
| 2018      | No Easy Days                 | Andrew Whitmore            | 8 episodios  |
| 2018      | Insomnia                     | Eric Ford                  | 8 episodios  |
| 2018      | Tom Clancy's Jack Ryan       | Marcus Trent               | 3 episodios  |
| 2019      | God Friended Me              | Sonny                      | 1 episodio   |
| 2019      | The Blacklist                | Carlo Androssani           | 1 episodio   |
| 2019      | Designated Survivor          | General Nathan Kellogg     | 1 episodio   |
| 2019      | Pure                         | Sterling Mackay            | 3 episodios  |